# Euphyllia paradivisa
Euphyllia paradivisa är en korallart som beskrevs av Veron 1990. Euphyllia paradivisa ingår i släktet Euphyllia och familjen Euphyllidae. IUCN kategoriserar arten globalt som sårbar. Inga underarter finns listade i Catalogue of Life.